# Малые Ляды (Новгородская область)
Малые Ляды — упразднённая деревня в Холмском районе Новгородской области России.

## География
Урочище находится в южной части Новгородской области, в зоне хвойно-широколиственных лесов, к востоку от автодороги 49К-1905, на расстоянии примерно 29 километров (по прямой) к востоку от города Холм, административного центра района. Абсолютная высота — 136 метров над уровнем моря.

### Климат
Климат района характеризуется как умеренно континентальный, с относительно мягкой продолжительной зимой и умеренно тёплым летом. Среднегодовая многолетняя температура воздуха составляет 4,4 °С. Средняя многолетняя температура самого холодного месяца (января) составляет −8,5 °С (абсолютный минимум — −48 °C); самого тёплого месяца (июля) — 17 — 17,5 °C (абсолютный максимум — 35 °C). Безморозный период длится около 130—135 дней. Среднегодовое количество атмосферных осадков — 700—800 мм, из которых большая часть выпадает в тёплый период. Снежный покров держится в течение 120—130 дней.

## История
В «Списке населенных мест Новгородской губернии» населённый пункт упомянут как деревня Малые Ляды Алексинского сельского общества Велильской волости Демянского уезда, расположенная в 90 верстах от уездного города. В деревне насчитывалось 4 жилых строения и проживало 13 человек (5 мужчин и 8 женщин).